# (821) Fanny
(821) Fanny (1916 ZC) – planetoida z pasa głównego asteroid okrążająca Słońce w ciągu 4 lat i 231 dni w średniej odległości 2,78 au. Została odkryta 31 marca 1916 roku w Landessternwarte Heidelberg-Königstuhl, w Heidelbergu przez Maxa Wolfa. Pochodzenie nazwy planetoidy nie jest znane.